# Diabantia perparva
Diabantia perparva é uma espécie de Louva-a-deus do gênero Diabantia da ordem Mantodea.